# Elena Nevado del Campo
María del Carmen Crespo Díaz (ur. 26 stycznia 1967 w Cáceres) – hiszpańska polityczka, prawniczka i działaczka samorządowa, alkad Cáceres (2011–2019), senator, deputowana do Parlamentu Europejskiego X kadencji.

## Życiorys
Absolwentka prawa na Universidad de Extremadura. Uzyskała magisterium z zakresu doradztwa prawnego w biznesie. Praktykowała w zawodzie adwokata. Pełniła funkcję zastępczyni dziekana izby adwokackiej w Cáceres.
Zaangażowała się w działalność polityczną w ramach Partii Ludowej. Od 2007 była związana z samorządem rodzinnej miejscowości. W latach 2011–2019 sprawowała urząd alkada Cáceres. Zasiadała w radzie zarządzającej Hiszpańskiej Federacji Gmin i Prowincji (FEMP). Od 2011 do 2015 była także członkinią hiszpańskiego Senatu. W 2019 i 2023 uzyskiwała mandat deputowanej do parlamentu Estremadury X i XI kadencji. W 2024 została natomiast wybrana do Parlamentu Europejskiego X kadencji.